# Цибенко Іван Семенович
Іван Семенович Цибенко (20 січня 1918 — 25 квітня 2001) — радянський офіцер-артилерист, Герой Радянського Союзу (1945).

## Біографія
Народився 20 січня 1918 року в селищі Красиков (нині Бугурусланський район Оренбурзької області Росії) у селянській родині. Українець. Закінчив 10 класів. Працював учителем. 
У Червоній Армії з 1939 року. В 1941 році закінчив Сумське артилерійське училище. 
На фронтах німецько-радянської війни з липня 1941 року. 
Командир батареї 282-го гвардійського винищувально-протитанкового артилерійського полку (3-а гвардійська винищувально-протитанкова артилерійська бригада, 5-а ударна армія, 1-й Білоруський фронт) гвардії капітан Іван Цибенко з батареєю 22 квітня 1945 року в бойових порядках стрілецьких підрозділів у числі перших увірвався на околицю Берліна. У вуличних боях був поранений, але залишився в строю.
31 травня 1945 року капітану Цибенко Івану Семеновичу присвоєно звання Героя Радянського Союзу з врученням ордена Леніна і медалі «Золота Зірка» (№ 6783). 
З 1949 року майор Цибенко І.С. у відставці. У 1955 році закінчив Одеський кредитно-економічний інститут. Працював начальником відділу в Одеській обласній конторі Держбанку СРСР. Помер 25 квітня 2001 року. Похований в Одесі.